# Közéleti szereplő
A közéleti szereplő vagy közszereplő személyiségi jogának védelméről a hatályos magyar Polgári Törvénykönyv az alábbiakat rendeli:

„A közügyek szabad vitatását biztosító alapjogok gyakorlása a közéleti szereplő személyiségi jogainak védelmét szükséges és arányos mértékben, az emberi méltóság sérelme nélkül korlátozhatja.”

„A közéleti szereplő terminológiáját a 2013. évi V törvény (Polgári törvénykönyv – Ptk.) vezette be, addig közszereplő volt a bevett elnevezés. A két kifejezést ma már felváltva használják, azok tartalma ugyanis megegyezik. A közéleti szereplő fogalma nyitott, ami azt jelenti, hogy a törvényben nincs pontosan meghatározva, így a bírók szabadon értelmezhetik, ki számít közszereplőnek.”

## A közéleti szereplő fogalma
A közéleti szereplő vagy közszereplő fogalmát – bírói joggyakorlati előzmények után – az ügynöktörvény vezette be a magyar jogba. Ezek szerint közszereplő az a személy, aki közhatalmat gyakorol, gyakorolt vagy közhatalom gyakorlásával járó tisztségre jelölték, illetve aki a politikai közvéleményt feladatszerűen alakítja vagy alakította.
„[A] közszereplők szűkebb személyiségi jogi védelmének eredete arra a fél évszázaddal ezelőtti amerikai legfelsőbb bírósági döntésre nyúlik vissza, amely rögzítette a sajtó tévedésének jogát a közéleti vitákban, azzal a kikötéssel, hogy ez nem lehet szándékos vagy súlyosan gondatlan. A nyugati jogterületen mára általánosan elterjedt jogelv alapja, hogy a sajtó öncenzúrájához vezethet, ha a közéleti vitákban a sajtó szakmai szabályainak enyhe gondatlanságból fakadó megsértése miatti pontatlanságokat súlyosan szankcionálják.”
A törvény alkalmazásában kiemelt közszereplő az a külföldi lakóhellyel rendelkező természetes személy, aki fontos közfeladatot lát el, vagy az ügyfél-átvilágítási intézkedések elvégzését megelőző egy éven belül fontos közfeladatot látott el, továbbá az ilyen személy közeli hozzátartozója vagy akivel közismerten közeli kapcsolatban áll.
Ilyennek számít többek között minden politikus (miniszterelnök, köztársasági elnök, parlamenti képviselők, a Legfelsőbb Bíróság tagja, magas rangú katonatiszt, polgármester, nagykövet stb.)

## Az Alkotmánybíróság határozatai
A rendszerváltás után a magyar Alkotmánybíróság 1994. évi határozata szerint hogy a közéleti szereplőknek többet kell tűrniük a nyilvános vitákban.
A határozat kimondja, hogy A közszereplést vállaló személyeknek vállalni kell azt is, hogy mind a sajtó, mind pedig a szélesebb közvélemény figyelemmel kíséri minden szavukat és cselekedetüket, így nagyobb türelmet kell tanúsítaniuk a kritikai megnyilvánulásokkal szemben.
Az új Polgári Törvénykönyv kodifikációja során megfogalmazódott normaszöveget az Országgyűlés előtt egy módosító indítvány átírta, a megszavazott törvényszöveg ezen részét pedig Szabó Máté ombudsman az Alkotmánybíróság előtt támadta meg. Az Alkotmánybíróság a kifogásolt szövegrészt a Ptk. 2014. március 15-ei hatálybalépése előtt megsemmisítette. Az Alkotmánybíróság megállapította, hogy a Polgári Törvénykönyvről szóló 2013. évi V. törvény 2:44. §-ának „méltányolható közérdekből,” szövegrésze alaptörvény-ellenes, ezért azt megsemmisíti. A megsemmisített szövegrész ennélfogva nem lépett hatályba.
Az Alkotmánybíróság 7/2014. (III. 7.) határozatában foglalt megsemmisítésnek megfelelően a Polgári Törvénykönyvről szóló 2013. évi V. törvény 2:44. §-a a következő szöveggel lépett hatályba:
„2:44. § [Közéleti szereplő személyiségi jogának védelme]
A közügyek szabad vitatását biztosító alapjogok gyakorlása a közéleti szereplő személyiségi jogainak védelmét szükséges és arányos mértékben, az emberi méltóság sérelme nélkül korlátozhatja.”